# Disastro ambientale del fiume Lambro
Disastro ambientale del fiume Lambro è l'espressione impiegata dai mass media e dalla stampa per indicare un grave disastro ecologico ed ambientale avvenuto in Italia nei giorni tra il 23 ed il 27 febbraio 2010, causato dall'immissione dolosa di una grande quantità di idrocarburi nel fiume Lambro, già da anni vittima di pesanti forme di inquinamento tali da renderlo tristemente famoso come uno dei corsi d'acqua peggiori d'Italia e d'Europa dal punto di vista ambientale.

Oltre al Lambro, anche il fiume Po venne interessato dal disastro e una piccola quantità di idrocarburi si riversò anche nel Mare Adriatico, senza tuttavia creare pericoli.

## Cronologia degli eventi

### Inquinamento del Lambro
Il disastro ebbe origine alle 3:30 circa del giorno di martedì 23 febbraio 2010, quando persone ignote, ancora oggi non identificate, entrarono nella fabbrica "Lombarda Petroli", situata a Villasanta, nella provincia di Monza e Brianza, una raffineria in disuso dagli anni ottanta, e svuotarono dolosamente, per motivi mai compresi, il contenuto di sette "silos" pieni di petrolio per abitazioni e vari tipi di idrocarburi. La quantità di petrolio uscita dalla fabbrica era di circa 2,5 milioni di litri (pari a circa 170 autocisterne), secondo una stima del direttore centrale ambiente della provincia di Milano Cinzia Secchi.
Il petrolio fuoriuscito dalle cisterne defluì nei terreni vicini alla raffineria e da lì si riversò nel condotto fognario.

Dalle fogne, il petrolio raggiunse in breve tempo il depuratore di "Monza - San Rocco", posizionato nei pressi del fiume Lambro.

Il petrolio, inizialmente, defluì in una vasca, ma dopo pochi minuti, a causa dell'enorme quantità riversata, esondò dalla vasca, finendo nel Lambro e scendendo verso valle trasportato dalla forte corrente del fiume, molto carico d'acqua a seguito delle piogge invernali. L'allarme fu lanciato verso le 5 del mattino del 23 febbraio da un operatore del depuratore di Monza, che, insospettito dal malfunzionamento dei macchinari di depurazione, scoprì il petrolio. 

In pochi minuti fu istituito un piano d'emergenza, atto a fermare, o quantomeno a mitigare, gli effetti di un disastro che si preannunciava di proporzioni mai registrate. 

Una task force formata dai Vigili del Fuoco, dai volontari dalla Protezione Civile e dai tecnici dell'ARPA, con l'aiuto del corpo forestale dello stato, cominciò immediatamente ad installare lungo tutto il corso del fiume delle dighe galleggianti in grado di fermare il petrolio. Presso il centro del WWF a Vanzago cominciarono intanto ad essere portati tutti gli animali contaminati dal petrolio. Centinaia furono gli animali estratti dal Lambro morti oppure ancora vivi ed in gravi condizioni.
Il petrolio nel mentre superò il primo sbarramento, giungendo intorno alle 16 a Melegnano.
Qui era previsto uno sbarramento fisso, creato per verificare lo stato delle acque del fiume, e quindi la task force decise di costruire il secondo sbarramento. Le chiuse dello sbarramento vennero alzate per consentire agli strati inferiori d'acqua, rimasti limpidi, di defluire, mentre il petrolio fermo in superficie fu aspirato in apposite autocisterne.
La quantità di petrolio era però enorme ed anche lo sbarramento di Melegnano cedette, consentendo alla marea nera di proseguire il viaggio e di giungere, intorno alle 20, a San Zenone al Lambro, dove la task force, aveva costruito il terzo sbarramento, utilizzando una diga normalmente utilizzata dalla Enel per produrre energia idroelettrica dall'acqua del fiume stesso. Alla Diga di San Zenone, i vigili del fuoco e i volontari della Protezione Civile, con l'aiuto del Corpo Forestale, lavorarono duramente per tutta la notte per impedire che il petrolio potesse raggiungere il Po.
Gli sforzi risultarono però vani ed il petrolio proseguì la sua corsa.
In tarda serata la marea nera giunse a Lodi, inquinando i condotti agricoli, con gravissimi danni ambientali ed al raccolto.
Qui la task force creò un quarto sbarramento, utilizzando dei prodotti assorbenti per fermare il petrolio, ma anch'esso cedette e il petrolio continuò ad avanzare.
Verso le 6 del mattino di mercoledì 24 la marea nera arrivò a Sant'Angelo Lodigiano, sede dell'ultimo sbarramento prima dello sbocco del Lambro nel Po. 

Per quanto la task force lavorasse duramente, gli idrocarburi superarono anche quest'ultimo sbarramento all'alba di mercoledì mattina, raggiungendo il fiume Po al punto di confluenza, nel tratto piacentino del fiume.

### Inquinamento del Po
Verso le 11 del 24 febbraio, il petrolio raggiunse il tratto piacentino del Po; da qui in poi le operazioni per tentare di interrompere l'inquinamento passarono alla regione Emilia-Romagna e alla protezione civile nazionale.

Il peggior timore era che il petrolio potesse raggiungere il delta del Po e di conseguenza il Mare Adriatico. Essendo l'ecosistema del delta molto fragile, il passaggio della marea nera avrebbe causato danni gravissimi all'ambiente e all'economia della zona.
A Piacenza, con l'aiuto dell'esercito italiano, venne organizzata una seconda task force per fermare la marea nera prima che raggiungesse Ferrara, dove normalmente l'acqua potabile fornita ai cittadini è prelevata dal Po e depurata. Sul luogo giunsero anche il ministro dell'ambiente Stefania Prestigiacomo e il responsabile della protezione civile Guido Bertolaso, il quale si dichiarò fiducioso che la marea nera sarebbe stata bloccata prima di Ferrara.
Gli sforzi della task force si concentrarono sulla centrale idroelettrica di Isola Serafini (nel comune di Monticelli d'Ongina, in provincia di Piacenza), una diga ad acqua fluente impiegata dall'Enel per la produzione di energia elettrica. Le paratoie della diga furono abbassate per consentire all'acqua pulita sul fondo di defluire e contemporaneamente fermare il petrolio galleggiante in superficie. Il petrolio bloccato venne poi aspirato con idrovore.
A questo punto la maggior parte della marea nera era stata bloccata, ma una piccola quantità di idrocarburi riuscì comunque a superare la diga e continuare il suo viaggio verso il delta del Po. Venerdì 26 febbraio la "marea nera" raggiunse le province di Cremona e di Reggio Emilia, per poi passare in provincia di Ferrara il 27 febbraio. Una piccola parte dell'ondata nera raggiunse infine il Mare Adriatico ma, fortunatamente, grazie ad altri interventi attuati velocemente lungo il restante corso del Po, il petrolio arrivato fino al delta del fiume ed in mare fu così poco da non costituire un pericolo per l'ambiente.
Il petrolio finito in mare si vaporizzò nei giorni seguenti per l'azione della brezza del mare e del sole, senza lasciare segni duraturi sull'ecosistema.

## I danni
Nonostante si temessero gravi danni all'ecosistema del Delta del Po e al Mare Adriatico, queste zone sono state le meno interessate dal fenomeno, perché quando il petrolio vi è giunto era ormai in quantità molto ridotta e profondamente diluito. Moltissimi invece i danni all'ecosistema del Lambro, con la conseguente morìa delle specie animali e vegetali.
Gravemente danneggiata è stata l'Oasi del Bosco di Montorfano a Melegnano, sede di numerose specie di piante, alcune anche rare.
Della fauna recuperata nelle prime ore dopo il disastro e ricoverata presso l'Oasi non è sopravvissuto un solo animale, negli animali deceduti le autopsie non hanno riscontrato presenza di idrocarburi ma danni al fegato, neurologici ed emorragie.
Dichiarazioni più gravi, a distanza di mesi, sono state rilasciate del responsabile volontariato della LIPU Massimo Soldarini:
()
Soldarini denuncia anche la confusione sulle cifre ufficiali date dalle autorità a proposito delle quantità di idrocarburi e la mancanza di "colpevoli" a maggio 2011.
L'8 maggio, a emergenza terminata, il responsabile del programma acque del WWF Andrea Agabito ha evidenziato la necessità di ulteriori analisi sui sedimenti delle sponde del fiume per capire il reale livello di inquinanti e ha dichiarato che, anche se non è più presente la chiazza di petrolio, «di fatto gli sversamenti di sostanze inquinanti sono durati fino a pochi giorni fa. Solo da poco infatti è rientrato in funzione il depuratore di Monza, messo fuori uso dal gasolio uscito dalle cisterne della Lombarda Petroli. Questo significa che per due mesi i liquami della Brianza sono finiti nelle acque del Po e di qui nell'Adriatico». Seppure l'emergenza sembrasse terminata, le risorse messe a disposizione per il dopo-disastro, denuncia Agabito, sembrano insufficienti, nonostante il Ministero dell'Ambiente avesse annunciato lo stanziamento di 700.000 euro per un piano di verifica del bioaccumulo sulla flora e la fauna.
Il recupero dell'ecosistema è previsto essere molto lungo, anche perché il fiume Lambro, dopo il disastro del febbraio 2010, è stato vittima di altri casi di sversamento di agenti inquinanti, anche se con danni minori:
- il 28 febbraio 2010, quando un'azienda sconosciuta ha approfittato della situazione in cui si trovava il fiume per scaricare i suoi effluenti tossici nelle acque evitando i costi di smaltimento[13]
- Nel mese di agosto 2010, con un'altra immissione di inquinanti ad altezza di Briosco. Secondo il presidente della Provincia di Monza e Brianza, Dario Allevi, "la vera causa di questi episodi è fortemente correlata all'occupazione urbana ed industriale"[14].
- Un nuovo allarme è scattato a gennaio 2011, quando altri idrocarburi, provenienti nuovamente dalla zona industriale di Villasanta, sono stati immessi nel fiume, nel tratto brianzolo[15].

I danni non sono relativi solo al ambiente ma anche alle strutture; canali artificiali e terreni vicino alle rive sono stati contaminati dal petrolio.

## Processo penale
Il 24 febbraio, la Procura della Repubblica di Monza ha aperto un fascicolo contro ignoti, per l'ipotesi di reato di "disastro ambientale" e "inquinamento delle acque". L'indagine è iniziata interrogando i dipendenti della "Lombarda Petroli", inclusi quelli licenziati, senza però inserire nessuno nel registro degli indagati, ed in seguito ha appurato che la "Lombarda Petroli", per non rientrare nella direttiva Seveso, aveva dichiarato allo stato italiano di avere nei propri serbatoi una limitata quantità di prodotti chimici.
Le indagini hanno seguito anche la pista degli appalti, dato che sui terreni dell'ex raffineria dovrebbe sorgere un nuovo complesso urbanistico della società Addamiano Engineering, di Nova Milanese, detto "Ecocity".

## Il dopo-disastro
Waterkeeper Alliance, l'associazione presieduta da Robert F. Kennedy Jr., si è proposta di aiutare il Lambro a diventare un simbolo della tutela ambientale fluviale in Italia.
Anche la regione Lombardia nel 2010 ha annunciato di voler far fronte al disastro con un investimento di 120 milioni di euro, di cui 20 milioni stanziati subito per un'opera di bonifica quinquennale che tra il 2010 e il 2015 dovrebbe recuperare il Lambro dal punto di vista ambientale; il Governo ha nel frattempo stanziato 3 milioni di euro di rimborsi per le regioni colpite dall'onda nera (Lombardia, Emilia-Romagna e Veneto).
Mentre l'area non ha mai smesso di essere monitorata costantemente dalle autorità competenti, i cittadini e le associazioni ambientaliste hanno fin da febbraio 2010 voluto costituire un "Comitato Cittadini del Fiume" per impedire che il problema dell'inquinamento fluviale cada nell'oblio.
A distanza di un anno, durante l'assemblea pubblica organizzata dal Comitato, tra cittadini, autorità e associazioni ambientaliste, la dottoressa Iaccone, responsabile tecnico a livello regionale del controllo acque, ha dichiarato che «la Regione ha stabilito che entro il 2027, grazie a precisi impegni assunti con la sottoscrizione tra diversi enti del «contratto fiume Lambro», l'ecosistema si sarà del tutto ripreso». L'istituzione del "Contratto Fiume Lambro", prevista già da qualche anno, ha avuto luogo durante l'estate 2011.

## Media
L'attenzione dei media nei primi giorni del disastro è stata accesa, per poi essere oggetto di saltuarie attenzioni in attesa che le indagini facciano chiarezza e il processo proceda.
Fin dall'inizio si sono mossi personaggi del calibro di Elio e le Storie Tese, che hanno la sede della casa discografica Hukapan sul fiume, per dare maggiore visibilità a quanto stava accadendo e fare appello alle autorità perché si facesse chiarezza.
Striscia la notizia ha immediatamente dedicato un servizio al disastro, a cui è seguito a distanza di mesi un instant book, Marea nera a cura di Eugenio Lombardo, e il documentario indipendente Un po' di petrolio (2010) di Nicola Angrisano..
Già a pochi mesi dal disastro l'interesse dei media, sia italiani che stranieri, per questa catastrofe ambientale è andato scemando.

### Lettera anonima aStriscia la Notiziasul disastro
Il 14 aprile 2010 l'inviato di Striscia la notizia Max Laudadio rivela che la redazione di Striscia ha ricevuto una lettera anonima in cui viene spiegato il motivo del disastro del Lambro.
Secondo l'autore della lettera, la raffineria apparentemente in disuso di Villasanta in realtà era impiegata come deposito clandestino, in cui alcune persone scaricavano nelle cisterne petrolio rubato.
Sempre secondo l'autore, il responsabile del disastro era stata una persona estromessa dal circuito criminale.
Max Laudadio, nel successivo servizio datato 19 aprile, ha raccolto alcune testimonianze di persone che affermano che, nella zona della "Lombarda Petroli", di notte si vedevano spesso transitare molte autocisterne, misteriosamente scomparse dopo il disastro.
Per questo servizio, Striscia la Notizia è stata querelata dalla "Lombarda Petroli".

## Filmografia
- Un po' di petrolio (2010) di Nicola Angrisano